# 22530 Huynh-Le
22530 Huynh-Le este un asteroid din centura principală de asteroizi.

## Descriere
22530 Huynh-Le este un asteroid din centura principală de asteroizi. A fost descoperit pe 20 martie 1998 la Socorro, New Mexico, în cadrul proiectului LINEAR. Asteroidul prezintă o orbită caracterizată de o semiaxă mare de 2,27 ua, o excentricitate de 0,19 și o înclinație de 5,3° în raport cu ecliptica.